# مشتق‌سازی
مشتق سازی تکنیکی مورداستفاده در شیمی است که در آن یکترکیب شیمیایی را به یک محصول (مشتق واکنش) با ساختار شیمیایی مشابه تبدیل می‌کنند.
معمولاً محصولات شیمیایی حاصل از یک گروه عاملی خاص را می‌توان برای کوانتیده‌سازی یا جداسازی مورد استفاده قرار داد.
تکنیک‌های مشتق‌سازی اغلب در شیمی تجزیه برای مخلوط‌ها و در آنالیز آن‌ها به‌کار گرفته می‌شوند، به عنوان مثال در طیف‌بینی فوتوالکترون پرتو ایکس.

## در کروماتوگرافی گازی
ترکیب‌های قطبی N-H و O-H که سازنده‌ی پیوند هیدروژنی در گونه‌ها هستند می‌توانند در یک ترکیب نسبتاً غیرقطبی به گروه‌های نسبتاً غیرقطبی تبدیل شوند. محصول حاصل ممکن است قطبیت کمتری داشته باشد، بنابراین ناپایدارتر بوده و امکان تجزیه و تحلیل با کروماتوگرافی گازی را فراهم می‌سازد. گروه‌های سیلیلی حجیم و غیرقطبی اغلب برای این منظور استفاده می‌شوند.